# Schmelzbach (Mur)
Der Schmelzbach ist ein linker Zufluss der Mur in Peggau in der Steiermark.

## Geographie

### Schmelzbachquelle

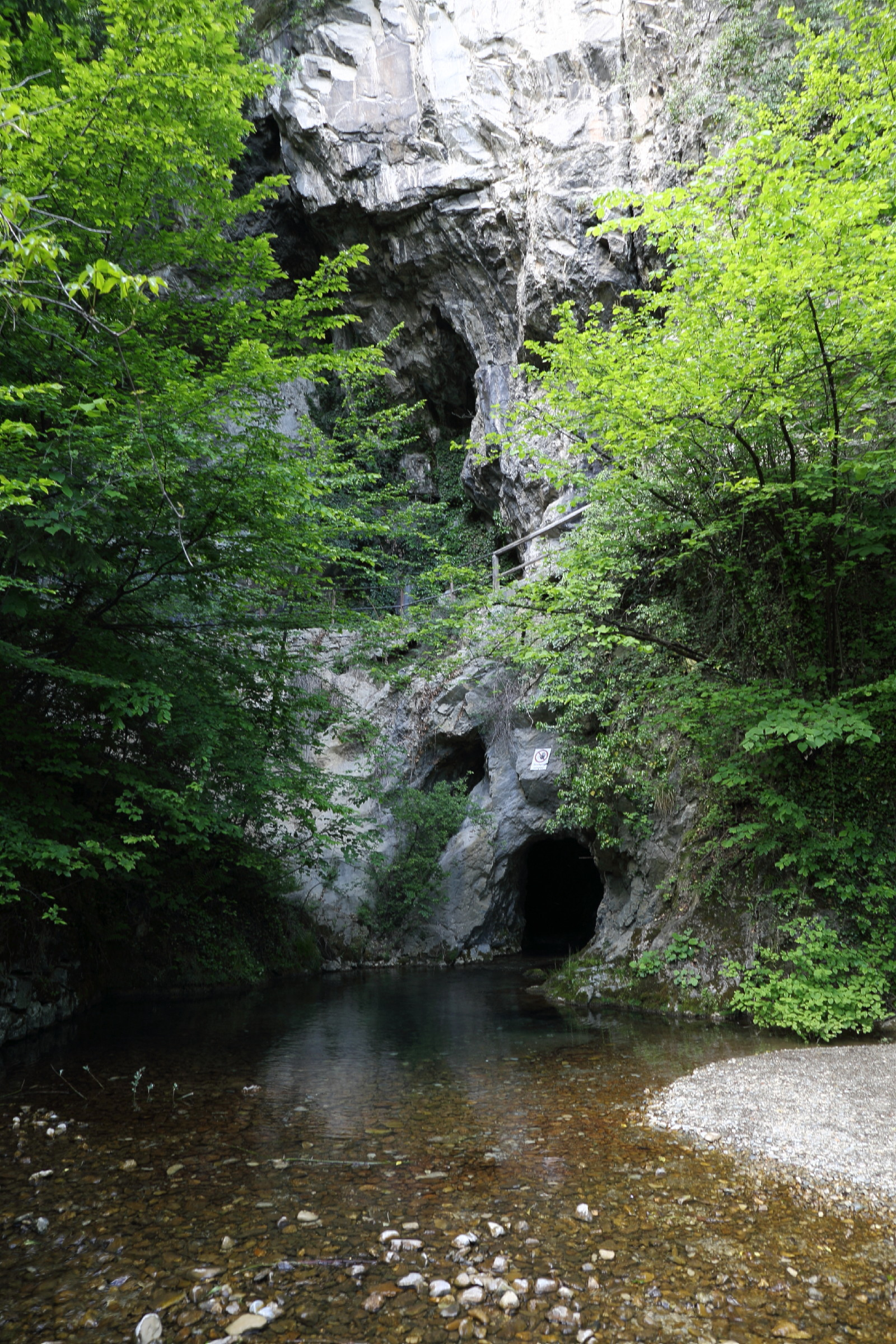
Die Schmelzbachquelle am Peggauer Lurgrotteneingang

Der Schmelzbach entspringt einer Karstquelle am Fuße des Blocksberges, am nordöstlichen Ortsrand von Peggau, an dem Eingangsportal der Lurgrotte. Das Quellwasser entstammt dem komplexen Lurbachsystem, zu dem auch die unter dem verkarsteten Tannebenkalkstock liegende Lurgrotte gehört.
Der bis dahin schon 6,5 km lange Lurbach versinkt auf der östlich liegenden Plateauebende bei Semriach in Bachschwinden, durchfließt die Lurgrotten und tritt bei hohem Wasserstand teilweise im Ursprung des Schmelzbaches aus. Die Hauptaustrittsstelle ist jedoch die weiter südlich liegende Hammerbachquelle. Nur wenn diese eine Schüttung höher als 200 Liter pro Sekunde erreicht, kann das versickernde Lurbachwasser auch in der Schmelzbachquelle entspringen.
Im Höhleninnern fließt der unterirdisch verlaufende Schmelzbach entlang des Führungsweges. Früher stürzte er über mehrere, etwa 7 m hohe Felsenkaskaden aus dem Höhleneingang. Um 1920 wurden die Höhlenräume hinter dem Eingang für die Erschließung trockengelegt, so dass der Bach heute unterhalb des Portals aus einem künstlich angelegten Entwässerungsstollen, der heutigen Schmelzbachquelle entspringt. Seit dem 16. Jahrhundert wurde die Fallhöhe des ursprünglichen Austritts zum Betreiben von Radwerken und Schmelzöfen genutzt, die dem austretenden Bach seinen Namen gaben.

### Verlauf
Nach seiner Quelle verläuft der Schmelzbach Richtung Westen, unterquert die Brucker Schnellstraße und mündet nach etwa 480 m von links in die Mur. 